# Егтент
Егтент (фр. Ayguetinte) насеље је и општина у јужној Француској у региону Миди Пирене, у департману Жерс која припада префектури Кондом.
По подацима из 2011. године у општини је живело 190 становника, а густина насељености је износила 30,11 становника/km². Општина се простире на површини од 6,31 km². Налази се на средњој надморској висини од 113 метара (максималној 203 m, а минималној 96 m).

## Демографија
| 1962. | 1968. | 1975. | 1982. | 1990. | 1999. | 2011. |
| ----- | ----- | ----- | ----- | ----- | ----- | ----- |
| 176   | 199   | 173   | 172   | 162   | 152   | 190   |

График промене броја становника у току последњих година